# Muscoy
Muscoy – jednostka osadnicza w stanie Kalifornia, w południowo-zachodniej części hrabstwa San Bernardino. Liczba mieszkańców 10 644 (2010).

## Położenie
CDP położona w odległości ok. 5 km na północ od stolicy hrabstwa, miasta San Bernardino.

## Historia
Założona w latach 20. XX wieku jako osada rolnicza, na terenie której znajdowały się ogrody, winnice oraz uprawy zbóż. Od lat 40. i 50. nabiera powoli charakteru przedmieścia.